# Robert Weisberg
Robert W. Weisberg – amerykański psycholog, profesor Temple University. Jego zainteresowania badawcze dotyczą twórczości, rozwiązywania problemów oraz twórczego myślenia. Stworzył własną koncepcję procesu twórczego, nazywaną też teorią stopniowego przyrostu. Zgodnie z tą koncepcją proces twórczy jest normalnym, żmudnym rozwiązywaniem problemu. Odbywa się on krok po kroku i jest zasadniczo pozbawiony spektakularnych olśnień, przełomów intelektualnych, momentów wglądu etc.

## Ważniejsze dzieła
- Creativity: Genius and other myths (1986)